# Janusz Kucharski (malarz)
Janusz Kucharski (ur. 1967 r.) – polski artysta rzeźbiarz, profesor sztuk plastycznych.

## Życiorys
Urodził się w 1967 r. W latach 1981–1986 uczęszczał do Państwowego Liceum Sztuk Plastycznych w Łodzi, uzyskując tytuł technika sztuk plastycznych w zakresie wystawiennictwa. Następnie do 1988 r. studiował w Instytucie Wychowania Artystycznego Wyższej Szkoły Pedagogicznej w Częstochowie, po czym podjął od razu studia w Państwowej Wyższej Szkole Sztuk Plastycznych im. Władysława Strzemińskiego w Łodzi, w pracowniach Tkaniny Unikatowej prof. Aleksandry Mańczak, Tkaniny Dekoracyjnej prof. Krystyny Górskiej i Malarstwa prof. Wiesława Garbolińskiego. Studia na Wydziale Tkaniny i Ubioru ukończył w 1994 r. pracą dyplomową na ocenę bardzo dobrą z wyróżnieniem. W 2002 r. obronił doktorat w zakresie dyscypliny artystycznej malarstwo.
Uczestnik ponad 120 wystaw zbiorowych, m.in.: w Fohnsdorf (2008), Mosonmagyarowar (2007), Łodzi (2005), Beutelsbach (2002), Brukseli, (2000), Beer Sczewie (1995). Jego prace znajdują się w zbiorach m.in.: Banku Światowego, Szombathely Keptar; Centralnego Muzeum Włókiennictwa w Łodzi, Muzeum Papiernictwa w Dusznikach Zdroju, Galerii Sztuki BWA w Piotrkowie Trybunalskim, Liptowskim Muzeum w Rużomberku i Stadtkirche w Lengerich.

## Wyróżnienia
- 1992 – Złoty Medal Rządu Bawarii, Talentborse Handwerk, Monachium[2]
- 1993 – Nagroda Prezydenta Miasta Łodzi, Interfashion, Łódź[2]
- 1995 – I Nagroda Prezydenta Miasta Gdyni, „Inspiracje’94”, Gdynia[2]
- 1996 – Nagroda Fundacji im. E. Gepperta. Krajowa Wystawa Malarstwa Młodych, Wrocław[2]
- 1996 – Nagrody Rektora Akademii Sztuk Pięknych w Łodzi[2]
- 1997 – Industrial Design Award, 5th International Competition’97, Kioto[2]
- 1998 – I Nagroda Prezydenta Miasta Gdyni, „Inspiracje’97”, Gdynia[2]
- 1998 – Nagrody Rektora Akademii Sztuk Pięknych w Łodzi[2]
- 1999 – Stypendium Funduszu Promocji Twórczości Ministerstwa Kultury i Sztuki[2]
- 1999 – Nagrody Rektora Akademii Sztuk Pięknych w Łodzi[2]
- 2000 – Nagrody Rektora Akademii Sztuk Pięknych w Łodzi[2]
- 2000 – II Nagroda na Europejskim Festiwalu Młodzieży, Wrocław[2]
- 2004 – Nagroda PAN w Łodzi[2]
- 2004 – Nagroda Konferencji Rektorów Państwowych Szkół Wyższych[2]